# Noah and the Whale
Noah and the Whale (с англ. — «Ной и кит») — британская инди-фолк-группа из Твикнема, образованная в 2006 году и распавшаяся в 2015 году. Последний состав группы состоял из Чарли Финка (вокал, гитара), Тома Хобдена (скрипка/клавишные), Мэтта «Urby Whale» Оуэнса (бас-гитара), Фреда Эбботта (гитара/клавишные) и Майкла Петуллы (ударные).
Noah and the Whale стали ведущей звездой британской фолк-сцены с выпуском Peaceful, the World Lays Me Down в 2008 году, их популярного дебюта, который ворвался в десятку лучших в Великобритании и породил хит-сингл "5 Years Time". Группа также привлекла внимание, послужив стартовой площадкой для Лоры Марлинг, которая покинула состав до 2008 года, чтобы начать удостоенную наград сольную карьеру. Noah and the Whale продвигались вперед в ее отсутствие, выпуская альбомы, которые отошли от фолк-основы, но при этом сохраняли неплохой успех в чартах.
Группа играла на нескольких известных площадках, включая аншлаговое шоу в Альберт-Холле и такие фестивали, как Coachella, Lollapalooza, Green Man Festival и Glastonbury, а также была хедлайнером Wilderness Festival в 2013 году. Они также гастролировали с Arcade Fire, Vampire Weekend и Phoenix и играли на таких шоу, как Позднее шоу с Дэвидом Леттерманом.

## Дискография
Смотри статью «Дискография Noah and the Whale» в англ. разделе.
- Peaceful, the World Lays Me Down (2008)
- The First Days of Spring (2009)
- Last Night on Earth (2011)
- Heart of Nowhere (2013)